# Danijel Rašić
Danijel Rašić (* 5. října 1988) je chorvatský fotbalový obránce, který nastupuje za chorvatský klub HNK Zmaj Makarska. Jeho bratrem–dvojčetem je fotbalista Damir Rašić.